# 紋穂内駅
紋穂内駅（もんぽないえき）は、北海道中川郡美深町字紋穂内にあった北海道旅客鉄道（JR北海道）宗谷本線の駅（廃駅）である。電報略号はモホ。事務管理コードは▲121826。駅番号はW56。

## 歴史

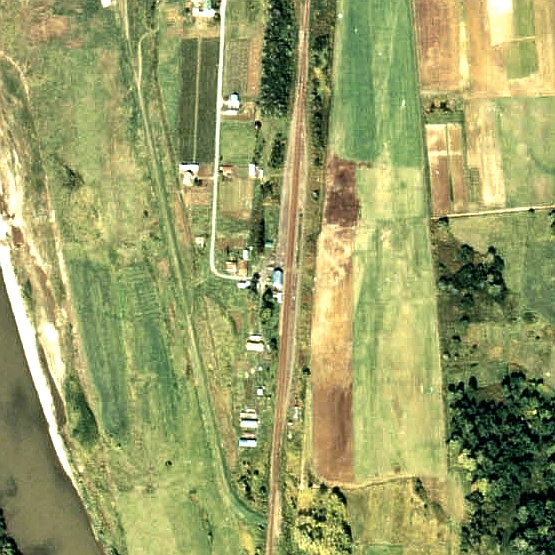
1977年の紋穂内駅と周囲約500m範囲の状況。上が稚内方面。千鳥式ホーム2面2線に副本線、駅舎稚内側に引込み線。この写真の時点で既に、貨物取扱いを廃止してから久しい様子で、この年の5月の貨物取扱い廃止以前に引込み線と副本線が撤去されている様である。

- 1911年（明治44年）11月3日：鉄道院天塩線名寄駅 - 恩根内駅間開業に伴い開設[3][4][5]。一般駅[1]。
  - この時点では美深駅長の監督下であり、駅員1名が配置された[5]。また、貨物は「北海道線内発着の旅客手荷物附随小荷物並貸切扱貨物に限り取扱う[3]」駅であった。
- 1949年（昭和24年）6月1日：公共企業体である日本国有鉄道に移管。
- 1977年（昭和52年）5月25日：貨物取扱い廃止[1]。
- 1984年（昭和59年）
  - 2月1日：荷物取扱い廃止[4]。
  - 11月10日：交換設備を廃止。駅員無配置駅（無人化）となる[新聞 2][新聞 3]。
- 1985年（昭和60年）7月：開設当時からの木造駅舎が解体され、貨車（車掌車）改造駅舎となる[新聞 4]。
- 1987年（昭和62年）4月1日：国鉄分割民営化により、北海道旅客鉄道（JR北海道）の駅となる。あわせて無人化[6]。
- 2020年（令和2年）3月25日：同日までに美深町が当駅の廃止を容認[新聞 5][新聞 6][新聞 7][新聞 8]。
- 2021年（令和3年）
  - 3月13日：利用者減少とダイヤ改正に伴い、廃止[JR北 1][JR北 2][新聞 1][新聞 9]。廃止時点で上り最終列車は当駅を通過していた。
  - 7月下旬 - 8月上旬：貨車改造駅舎を撤去[新聞 10]。

### 駅名の由来
所在地名に由来。アイヌ語の「モヌプオナイ（mo-nup-o-nay）」（小さい・野に・ある・川）に字をあてたものである。このほか「モオヌㇷ゚ナイ（mo-o-nup-nay）」（静かな・河口に・原野〔がある〕・川）や、「モムポナイ」（静かに流れる小川）、から、など諸説ある。なお、1898年（明治31年）5万分1地形図には「モヌッポナイ」の表記がある。
いずれも、現在のパンケニウプ川を指した名称とされる。

## 駅構造
単式ホーム1面1線と車掌車駅舎を持つ地上駅だった。かつては木造駅舎と千鳥式ホーム2面2線および副本線を有する一般駅であった。晩年は旧1番線ホームのみ使用の1面1線となっていた。無人駅だった。

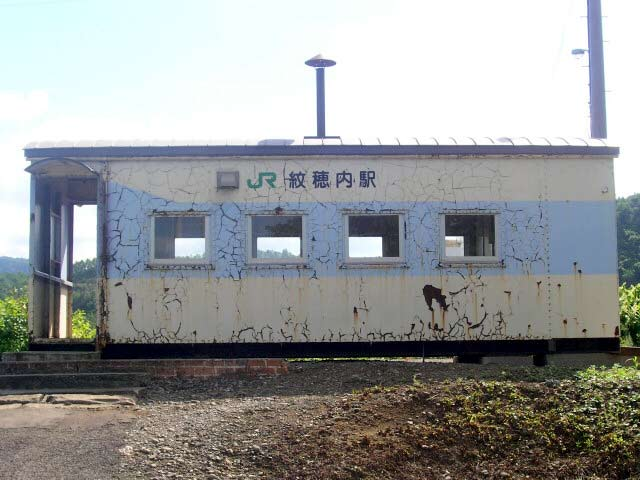
駅舎（2004年8月）
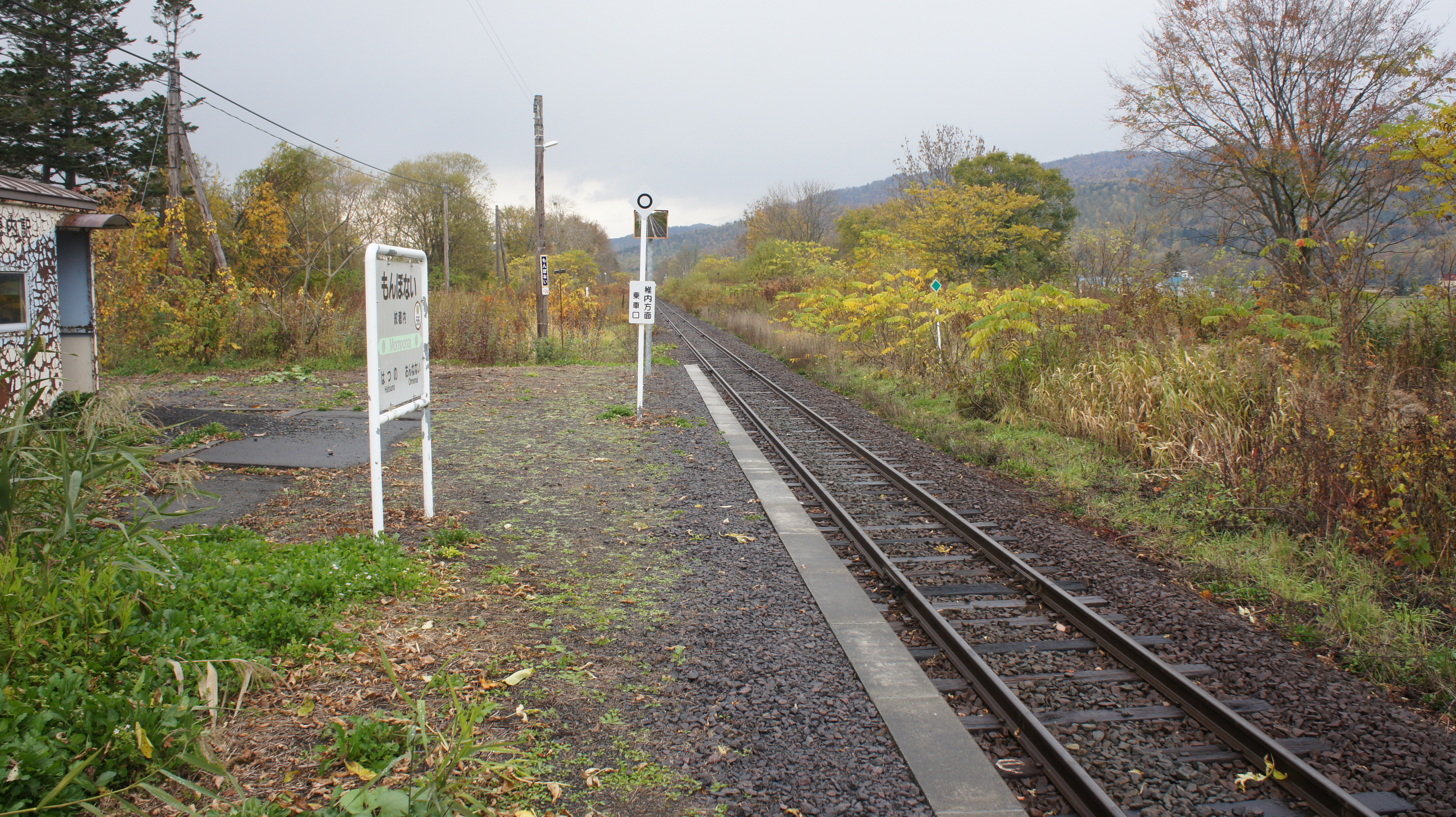
ホーム（2017年10月）
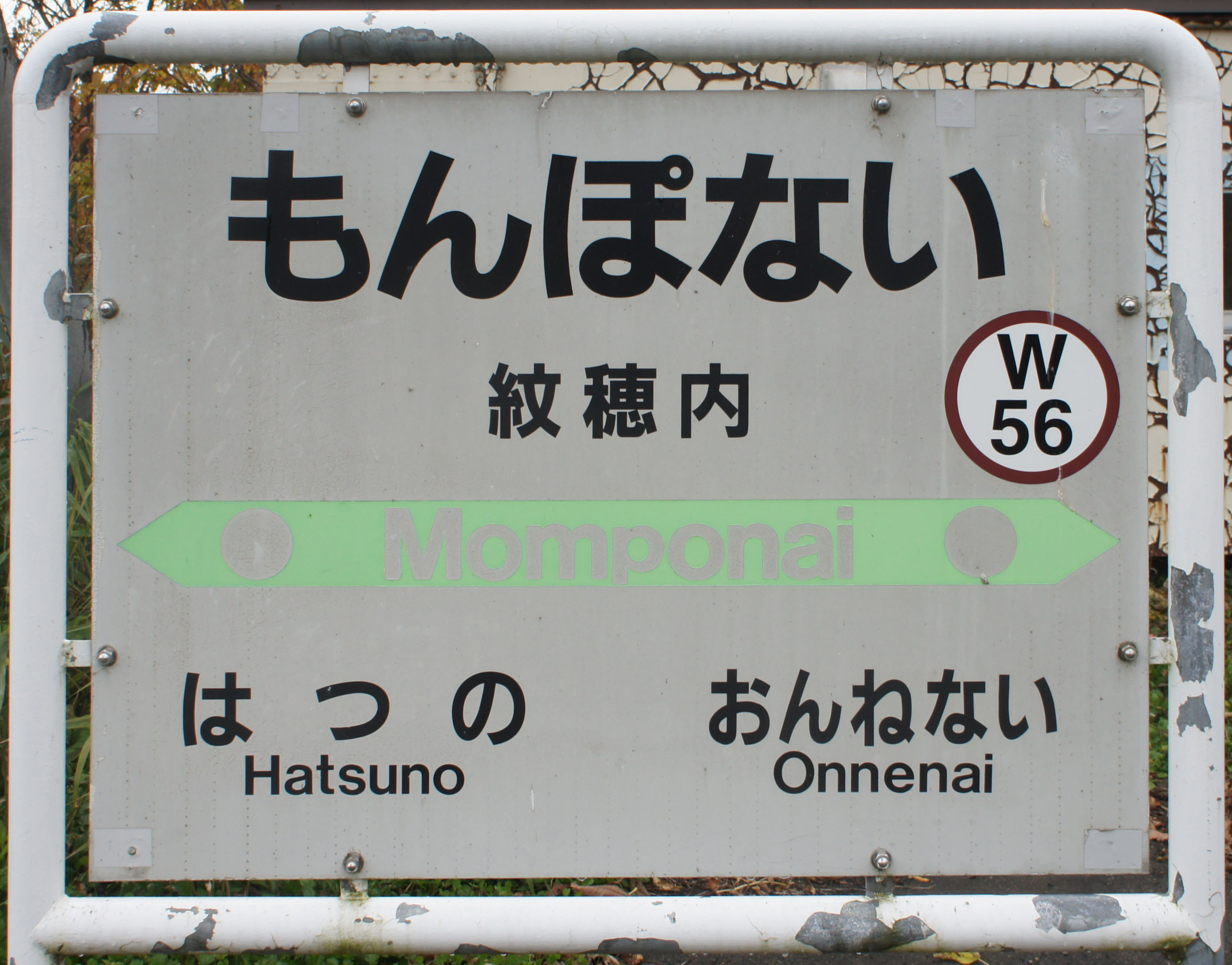
駅名標（2017年10月）

## 利用状況
乗車人員の推移は以下の通り。出典が「乗降人員」となっているものについては1/2とした値を括弧書きで1日平均乗車人員の欄に示し、備考欄で元の値を示す。
また、「JR調査」については、当該の年度を最終年とする過去5年間の各調査日における平均である。
| 年度               | 乗車人員（人） | 乗車人員（人） | 乗車人員（人） | 出典       | 備考 |
| 年度               | 年間           | 1日平均        | JR調査         | 出典       | 備考 |
| ------------------ | -------------- | -------------- | -------------- | ---------- | ---- |
| 1978年（昭和53年） |                | 37.0           |                | [ 11 ]     |      |
| 2015年（平成27年） |                |                | 「1名以下」    | [ JR北 3 ] |      |
| 2016年（平成28年） |                |                | 1.0            | [ JR北 4 ] |      |
| 2017年（平成29年） |                |                | 1.4            | [ JR北 5 ] |      |
| 2018年（平成30年） |                |                | 1.6            | [ JR北 6 ] |      |
| 2019年（令和元年） |                |                | 1.6            | [ JR北 7 ] |      |
| 2020年（令和02年） |                |                | 1.4            | [ JR北 8 ] |      |

## 駅周辺
- 北海道道445号紋穂内停車場線
- 天塩川
- 国道40号
- 道の駅びふか
- びふか温泉
- 名士バス「西里4線」停留所

## その他
当駅を含む美深町に所在する無人駅3駅が、2021年3月13日に廃止されるのに合わせて、地元若手住民で構成されるグループ「美深廃駅プロジェクト」が、廃止対象3駅を舞台とした記録映像の制作を2021年1月より開始している。同年1月25日には、映像制作費を募集するためのクラウドファンディングを開始させ、駅のイラストが入った返礼品も作成された。

## 隣の駅
北海道旅客鉄道（JR北海道）
■宗谷本線（廃止時点）
初野駅 (W55) - 紋穂内駅 (W56) - 恩根内駅 (W57)

### JR北海道
1. 1 2  『来春のダイヤ見直しについて』（PDF）（プレスリリース）北海道旅客鉄道、2020年12月9日。オリジナルの2020年12月9日時点におけるアーカイブ。2020年12月9日閲覧。
2. 1 2  『2021年3月ダイヤ改正について』（PDF）（プレスリリース）北海道旅客鉄道、2020年12月18日。オリジナルの2020年12月18日時点におけるアーカイブ。2020年12月18日閲覧。
3. ↑  “極端にご利用の少ない駅（3月26日現在）” (PDF). 平成28年度事業運営の最重点事項.   北海道旅客鉄道. p. 6 (2016年3月28日). 2017年9月25日閲覧。
4. ↑  “宗谷線（名寄・稚内間）” (PDF).   北海道旅客鉄道 (2017年12月8日). 2017年12月30日時点のオリジナルよりアーカイブ。2017年12月30日閲覧。
5. ↑  “宗谷線（名寄・稚内間）” (PDF).   北海道旅客鉄道 (2017年7月2日). 2017年12月30日時点のオリジナルよりアーカイブ。2018年7月13日閲覧。
6. ↑  “宗谷線（名寄・稚内間）” (PDF). 線区データ（当社単独では維持することが困難な線区）(地域交通を持続的に維持するために).   北海道旅客鉄道. p. 3 (2019年10月18日). 2019年10月18日時点のオリジナルよりアーカイブ。2019年10月18日閲覧。
7. ↑  “宗谷線（名寄・稚内間）” (PDF). 地域交通を持続的に維持するために > 輸送密度200人以上2,000人未満の線区（「黄色」8線区）.   北海道旅客鉄道. p. 3・4 (2020年10月30日). 2020年11月2日時点のオリジナルよりアーカイブ。2020年11月3日閲覧。
8. ↑  “駅別乗車人員  特定日調査（平日）に基づく”.   北海道旅客鉄道. 2022年8月3日時点のオリジナルよりアーカイブ。2022年8月14日閲覧。

### 新聞記事
1. 1 2  “18無人駅に「ありがとう」 JRダイヤ改正で廃止 住民やファン 各地で別れ”. 北海道新聞. (2021年3月13日).  オリジナルの2021年3月13日時点におけるアーカイブ。 2021年3月13日閲覧。
2. ↑  “「通報」●函館本線江部乙駅ほか49駅の駅員無配置について（旅客局）”. 鉄道公報 (日本国有鉄道総裁室文書課):  p. 1. (1984年11月9日)
3. ↑  風連など停留所化へ 国鉄合理化で 当分は運転要員常駐派遣（名寄新聞、1984年11月9日）
4. ↑  “列車待合室”が登場　宗谷本線合理化を象徴（名寄新聞、1985年7月8日）
5. ↑  “宗谷線の計5駅、廃止受け入れ 名寄市と美深町”. 北海道新聞. (2020年3月26日).  オリジナルの2020年3月26日時点におけるアーカイブ。 2020年3月26日閲覧。
6. ↑  “宗谷線無人5駅 21年春廃止 名寄市、美深町が受け入れ「仕方ない」「寂しい」惜しむ声”. 北海道新聞. (2020年3月26日).  オリジナルの2020年3月26日時点におけるアーカイブ。 2020年3月26日閲覧。
7. ↑  名寄市内1駅、美深町内4駅廃止へ　JR宗谷本線　路線バスなどで代替へ　来年3月ダイヤ改正に合わせて（名寄新聞、2020年3月27日）
8. ↑  町内4駅廃止受け入れ　美深町地域公共交通活性化協議会　町が名士バスと協議へ　路線バス、スクールバスで代替（名寄新聞、2020年3月28日）
9. ↑  北星、南美深、紋穂内、豊清水駅廃止　JR宗谷本線　地域見守った駅に感謝　住民、鉄道ファン別れ惜しむ（名寄新聞、2021年3月13日）
10. ↑  駅の面影が消えつつ　紋穂内、南美深、北星　JRで駅舎、ホームを撤去（名寄新聞、2021年8月14日）
11. 1 2  “宗谷線の廃止3駅を映像に 若手グループ制作へ”. 北海道新聞. (2021年1月27日).  オリジナルの2021年2月6日時点におけるアーカイブ。 2021年2月7日閲覧。